# Justin Hamilton (basket-ball, 1980)
Pour les articles homonymes, voir Justin Hamilton et Hamilton.
Justin Hamilton, né le 19 décembre 1980, à Sarasota, en Floride, est un joueur américain de basket-ball. Il évolue au poste de meneur.